# Dionicio Pérez
Dionicio Ismael Pérez Mambreani (R. I. Tres Corrales, Caaguazú, 13 de agosto de 1986), apodado "Loco", es un futbolista paraguayo. Juega de delantero y su equipo actual es el Recoleta Football Club de la Segunda División de Paraguay.

## Trayectoria

### Inicios
Llegó de refuerzo en el año 2009 al club 31 de Julio FC de la ciudad de San Ignacio, Misiones donde compartió vestuario con algunos futbolistas profesionales actualmente, como por ejemplo: Gustavo Gómez, Ángel Cardozo Lucena, Blas Díaz y Jorge Recalde. En ese año logra consagrarse campeón nacional absoluto, terminando su ciclo con el club ignaciano en el año 2010.

### Salto en su carrera profesional
Para el año 2011 es transferido al Deportivo Caaguazú. En el 2012 se dio su transferencia al Deportivo Capiatá donde jugó por dos años. En 2014 tuvo sus pasos con el club Libertad, donde logró los títulos del Torneo Apertura 2014 y el Torneo Clausura 2014.
A inicios del 2015 fue a préstamo al Club Nacional. En junio de ese año fue cedido nuevamente al Deportivo Capiatá.
El 5 de enero de 2022, Pérez fichó en el 12 de Octubre.

## Clubes
| Club                      | País     | Año       |
| ------------------------- | -------- | --------- |
| Dep. Caaguazú             | Paraguay | 2010-2011 |
| Dep. Capiatá              | Paraguay | 2012-2013 |
| Libertad                  | Paraguay | 2014-2017 |
| Nacional (préstamo)       | Paraguay | 2015      |
| Dep. Capiatá (préstamo)   | Paraguay | 2015      |
| Sol de América (préstamo) | Paraguay | 2016      |
| Dep. Capiatá              | Paraguay | 2017-2019 |
| River Plate               | Paraguay | 2020-2021 |
| 12 de Octubre FC          | Paraguay | 2022      |
| Club 24 de Septiembre     | Paraguay | 2023-act. |

## Palmarés
| Título          | Club          | País     | Año  |
| --------------- | ------------- | -------- | ---- |
| Torneo Apertura | Club Libertad | Paraguay | 2014 |
| Torneo Clausura | Club Libertad | Paraguay | 2014 |

## Vida personal
El 8 de abril de 2021, se anunció que la esposa de Dionisio falleció a causa del COVID-19.